# The Neptunes
The Neptunes er et producer-team, bestående af Pharrell Williams og Chad Hugo. De står bag mange hits inde for især hip-hop-genren (fx "Hot In Here" med Nelly og en del numre med Snoop Dogg bl.a. "Drop It Like It's Hot"), men har også lavet en række hits inden for bl.a. pop-genren ("I'm a Slave 4 U" med Britney Spears og R&B-genren ("U Don't Have to Call" med Usher).
Medlemmerne af The Neptunes udgør sammen med Shae Haley bandet N*E*R*D (som står for No one Ever Really Dies).
Derudover har The Neptunes også lavet pladeselskaber Star Trak og Pharrell har tøjmærket Billionaire Boys Club (BBC) samt skomærket Ice Cream. 

## Links
- Star Trak Entertainment Arkiveret 1. december 2020 hos  Wayback Machine The Neptunes' pladeselskab.
- N-E-R-D.com: Den officielle N*E*R*D hjemmeside Nyheder, biografi, billeder, tour-informationer og forum.
- Pharrell Williams' officielle hjemmeside
- Billionaire Boys Club og Ice Cream
- Det Uofficielle Pharrell Williams Fansite Arkiveret 24. november 2005 hos  Wayback Machine